# Bulbophyllum levidense
Bulbophyllum levidense là một loài phong lan thuộc chi Bulbophyllum.